# Agnotologie
Agnotologie (nach der latinisierten Form des griechischen ἀγνωστικισμός, a-gnōstikismós von altgriechisch ἀγνῶσις, a-gnō̂sis, „ohne Wissen“, „ohne Erkenntnis“, vgl. Agnostizismus; englisch agnotology) untersucht als Forschungsrichtung die kulturelle Erschaffung und Aufrechterhaltung von Unwissen.  Ihr Erkenntnisgegenstand ist, wie Unwissen durch Manipulation, irreführende, falsche oder unterdrückte Informationen, Zensur oder andere Formen absichtlicher oder versehentlicher Selektivität geschaffen oder gesichert werden kann.

## Beschreibung
Der Begriff wurde im Umfeld der US-amerikanischen Stanford University eingeführt. Dort fand im Oktober 2005 ein Workshop unter dem Titel Agnotology: The Cultural Production of Ignorance statt, der von den Wissenschaftshistorikern Londa Schiebinger und Robert N. Proctor organisiert wurde. In einer wissenschaftlichen Arbeit Schiebingers von 2004 nennt diese Robert N. Proctor als Wortschöpfer und beschreibt Agnotologie als Gegengewicht (englisch counterweight) zur Epistemologie. Unwissen sei oft nicht das Fehlen von Wissen, sondern das Resultat politischer, kultureller und kommerzieller Kämpfe.
Die Wissenschaftshistoriker Christophe Bonneuil (CNRS & EHESS, Paris), Pierre-Louis Choquet (Sciences Po, Paris) und Benjamin Franta (Stanford University) definieren Agnotologie 2021 als „[…] the study of culturally induced ignorance or doubt.“
Beispielsweise können Unternehmen im „agnotologischen“ Sinn Unwissen schaffen bzw. vorhandenes, ihrem Geschäftsinteresse abträgliches Wissen relativieren oder tilgen, indem sie Gegengutachten anfertigen lassen (als Beispiel siehe Muskie-Anhörung zum verbleiten Benzin), manipulierte wissenschaftliche Studien veröffentlichen (siehe Geschichte des Tabakkonsums) oder Bewegungen gründen, welche die bereits gewonnenen Erkenntnisse gezielt in Frage stellen sollen. Mit der sogenannten Filibuster-Forschung, die nicht zum Abschluss kommt und aus der daher keine Handlungsempfehlungen ableitbar sind, wie z. B. die stärkere Regulierung gesundheitsgefährdender Stoffe, wird so die Etablierung des wissenschaftlichen Konsenses verzögert.

## Beispiele
- Robert N. Proctor hat die Vorgehensweise zur Verschleierung von wissenschaftlichen Ergebnissen anhand von Untersuchungen über die Schädlichkeit des Zigarettenrauchens demonstriert.[5] Die Tabakindustrie hat jahrzehntelang verschwiegen, dass schon die Nationalsozialisten damals die umfassendste Nichtraucherkampagne der Welt betrieben und wissenschaftlich gesicherte Kenntnisse zum Zusammenhang zwischen Rauchen und Krebs hatten bzw. dieses auch weiterentwickelten.[6]
- Auch im Kontext von Klimawandel und Klimawandelleugnung befasst sich die Agnotologie mit Angriffen von Wirtschaftsunternehmen und Verbänden, z. B. der Erdölindustrie, auf den wissenschaftlichen Konsens zum Klimawandel. Sie organisierten Lobbykampagnen und rhetorische Strategien, um gesellschaftliches Unwissen über den Stand der Forschung zu schaffen.[3] In Beiträgen in dem Aufsatzband „Agnotologie. The Making and Unmaking of Ignorance“, den Robert N. Proctor gemeinsam mit Londa Schiebinger herausgab, wurden ähnliche Prozesse einer interessensgeleiteten Produktion von Unwissen problematisiert, wie z. B. zur Klimaforschung (von Naomi Oreskes und Erik M. Conway), zur Archäologie (Alison Wylie) oder zur Debatte über gentechnisch veränderte Organismen (Davis Magnus).[7]
- Jerome O. Nriagu publizierte zu: "Clair Patterson und Robert Kehoes Paradigma 'Zeig mir die Daten' zur Umweltvergiftung durch Blei.[8]
- Die University of California, San Francisco (UCSF) veröffentlicht in der Industry Documents Library zu den verschiedenen Vorgängen die entsprechenden Originaldokumente zu den Industriebereichen Tabak, Opioide, Chemikalien, Drogen, Lebensmittel, fossile Brennstoffe. In dem Meeting-Dokument „Smoking and Health Proposal“ von 1969 ist zum Vorgehen der Tabak-Industrie z. B. dokumentiert: „Zweifel ist unser Produkt“ (S. 4) o. „Wahrheit ist unsere Botschaft wegen ihrer Kraft, einem Konflikt zu widerstehen und eine Kontroverse aufrechtzuerhalten.“ (S. 5)[9]
- Zur Strategie der Zuckerindustrie, die Risiken des Zuckerkonsums (Fettleibigkeit, Herzerkrankungen) aus den Debatten zu verdrängen und anstatt dafür tierische Fette dafür verantwortlich zu machen, siehe die Dokumentation „Wissenschaftsbetrug: Wie die Zuckerlobby die Welt täuschte“.[10] Insbesondere wurde dabei gegen den Ernährungswissenschaftler John Yudkin vorgegangen, der 1974 das kritische Buch „Pure, White and Deadly“ publizierte hatte.[11]